# Lac Ouareau
Pour les articles homonymes, voir Ouareau.
Le lac Ouareau est un lac situé à cheval sur les territoires de Saint-Donat et de Notre-Dame-de-la-Merci dans la municipalité régionale de comté (MRC) de Matawinie, dans la région administrative de Lanaudière, dans la province de Québec, au Canada.
De nos jours, les lacs Archambault et Ouareau reçoivent des milliers de vacanciers qui apprécient les nombreuses activités de plein air disponibles dans la région.
La rive sud-ouest du lac Ouareau est desservi par la route 125 Sud qui longe la rive. La partie Est du lac est desservi par le chemin Saint-Guillaume. La partie nord (incluant la baie de la Dame est desservi par le chemin Ouareau Nord. Les activités récréotouristiques, notamment la villégiature, constituent les principales activités économiques de cette zone.
La surface du lac Ouareau est généralement gelée de la mi-décembre à la fin-mars; la circulation sécuritaire sur la glace se fait généralement de fin décembre à début mars.

## Géographie

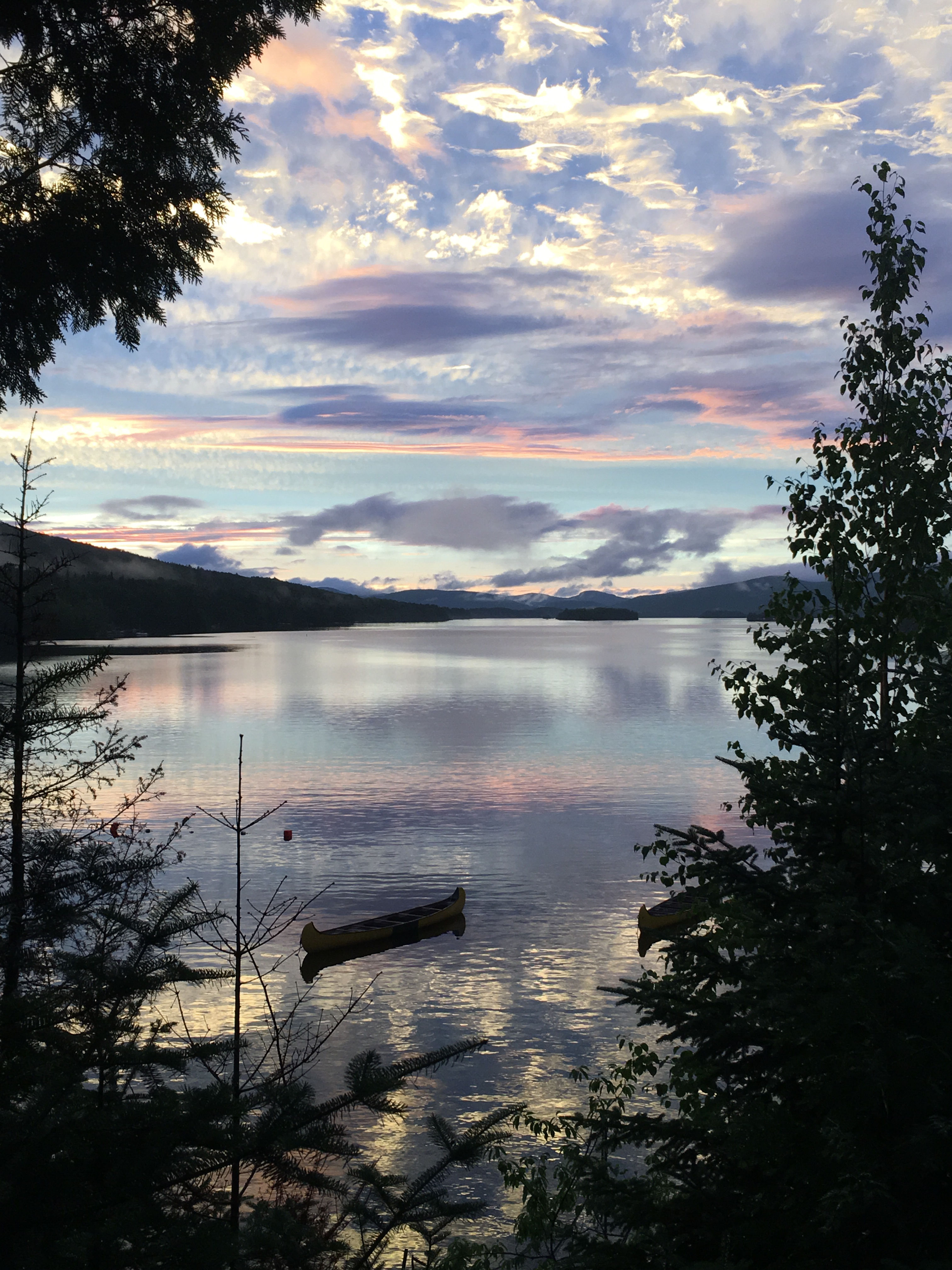
Coucher de soleil d'été sur le Lac Ouareau, pris à partir de la "Vue Magique" au Camp Ouareau

Ce lac est à environ 70 minutes de Montréal. Le lac, en forme de V, a une longueur de 13 km, une largeur de 4 km, une superficie de 14,9 km2 et une profondeur moyenne de 54 m.
Le lac Ouareau comporte la Baie de la Dame qui s'enfonce de 3,6 km sur la rive nord jusqu'à l'embouchure du lac. L'entrée de la baie comporte une largeur de 1,3 km. Le lac comporte aussi la Baie Leguerrier (longueur: 1,9 km; largeur à son entrée: 0,76 km), située au sud-est du lac. Le Crique Saint-Loup s'y déverse au fond de la baie. Les deux principales îles sont: Île de la Cave (située près de la rive sud-ouest) et l'Île Rupert (située dans la zone ouest).

## Flore et faune
On trouve dans le lac plusieurs espèces de poissons tels l'achigan à grande bouche, la perchaude, l'achigan à petite bouche et, dans quelques zones, le Maskinongé. Le lac abrite aussi plusieurs microorganismes qui sont réputés pour nettoyer ou nourrir les lacs nordiques. La température de l'eau varie entre 55 et 78 degrés Fahrenheit en été.

## Camps de jeunes autour du lac

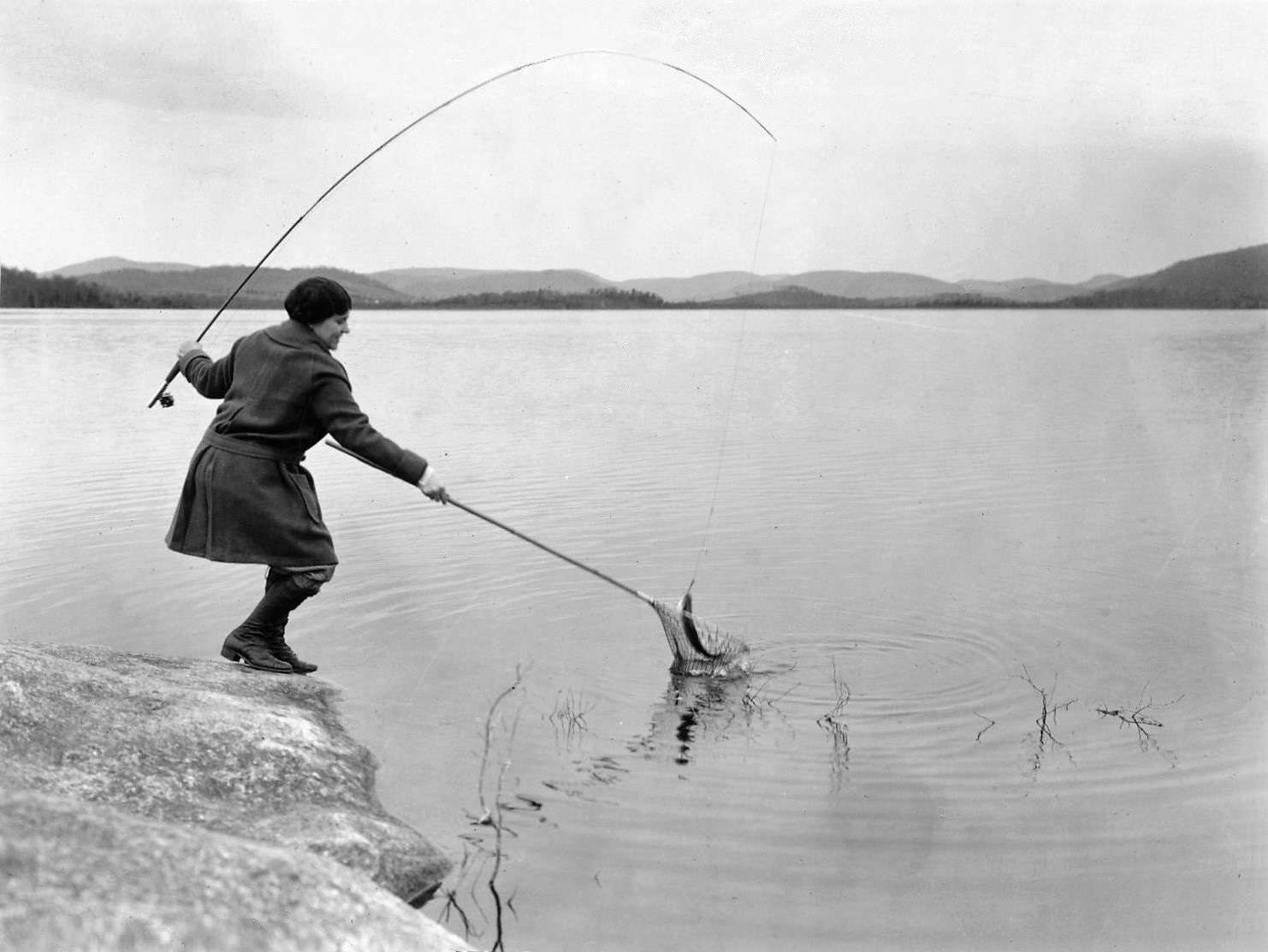
Une pêcheuse et sa prise au lac Ouareau, 1925

Trois colonies de vacances se sont établies autour du lac Ouareau: camp Ouareau (fondé en 1922, pour filles), le village étudiant du lac Ouareau (en 1948, pour filles) et le camp Mère Clarac (en 1957, pour garçons et filles).
Camp Ouareau
Un camp réservé aux filles est situé en bordure de la baie Leguerrier du lac Ouareau, d'où son nom, "camp Ouareau". Le camp Ouareau a été créé en 1922 par deux femmes : Mabel C. Jamieson et Ferna G. Halliday. Elles ont dirigé conjointement le camp en 1922 et 1923. À partir de 1924, Jamieson continua de diriger le camp Ouareau et Halliday est allé fonder le camp Oconto, exclusivement féminin, à Tichborne, en Ontario.
Apparemment, bien que le camp Ouareau et le camp Oconto soient structurellement et fondamentalement différents, ils auraient des traditions similaires notamment d'ouverture et de fermeture, qui sont des cérémonies aux chandelles allumées avec de la musique classique et de la poésie.
À l'origine un camp anglais, la directrice de l'époque a décidé en 1976 de commencer à accepter des campeurs à 50% francophones. Chaque tranche d'âge individuelle a 50% d'inscriptions anglophones et 50% francophones afin d'assurer un échange de la langue et des cultures tout en découvrant les différents domaines de la vie du camp : activités, salle à manger, cabines/tentes, etc.
Village étudiant du lac Ouareau
Le concept de village étudiant existe officiellement depuis 1944. Néanmoins, le site du Village étudiant du lac Ouareau avait été établi en 1948 sur un terrain acquis du Dr Albert Guilbault, par la J.E.C. (Jeunesse Étudiante Catholique) sur la rive sud-ouest du lac Ouareau. Ce dernier fit don à l'été 1948 d'un terrain adjacent au camp pour y construire une chapelle. La J.E.C. finançait à l'époque des stages d'études de vacances pour les jeunes filles à ce camp du lac Ouareau et au camp de l'île aux Noix, sur la rivière Richelieu, pour les jeunes garçons. La capacité d'hébergement du camp du lac Ouareau était de 130 jeunes. Selon la revue de presse historique, la dernière mention de ce Village étudiant est en septembre 1955. En 1956, ce camp est devenu le Centre de Jeunesse La Cordée, administré par l'Ordre du Bon temps qui avait été fondé en 1946 dans le but de promouvoir l'organisation de loisirs populaires. Ce groupe organisait annuellement en juillet un camp-école de dix jours (notamment au Village étudiant du lac Ouareau en 1953), à l'intention des jeunes animateurs de loisirs à la recherche de techniques et de formation. À l'époque, en complément, le Centre de Jeunesse La Cordée exploitait en hiver une auberge pour jeunes à Val-Morin et offrait des activités sportives d'hiver. La revue de presse historique relativement à ce village étudiant n'indique aucune autre mention de ce Centre de Jeunesse après février 1957.
Camp Mère Clarac
Créé en 1957 par Les Sœurs de Charité de Sainte-Marie, ce camp d'été pour garçons et filles s'étend sur 115 acres et peut accueillir aujourd'hui jusqu'à 210 jeunes par semaine. L'entrée du site est située à 1,1 km à l'ouest du lac Ouareau, soit au 959 rue Principale à Saint-Donat-de-Montcalm.

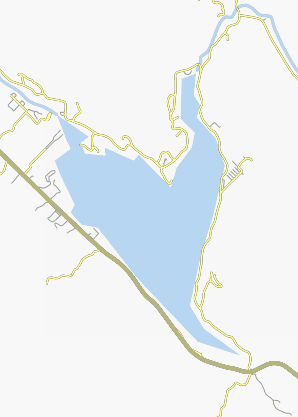
Carte du secteur du lac Ouareau

## Feux de forêt
Deux grands incendies de forêt ont marqué l'histoire du lac Ouareau:
- En mai 1941, un feu de forêt situé au sud du lac Ouareau a atteint le lac Ouareau et menaçait les installations du camp Ouareau ainsi que son ouverture pour la saison d'été; finalement, les installations du camp sont épargnées. Jusqu'à 300 garde-forestiers et volontaires ont lutté contre le brazier[11].
- En juillet 1949, le village de Saint-Donat, près du lac Ouareau, était menacé par deux incendies de forêt, l'une près du lac Ouareau, l'autre près du lac Long. Plus de 150 pompiers volontaires travaillaient à creuser des tranchées et à arroser le brazier. Plus de 2,000 pieds de boyaux ont brûlé. Le 23 juillet 1949, le vent a tourné et le feu de forêt a grimpé la montagne jusqu'à la tour du garde feu, puis pris la direction de Notre-Dame-de-la-Merci. Le Village Étudiant de lac Ouareau a été évacué. Néanmoins, aucune maison n'a été incendiée[12].

## Toponymie

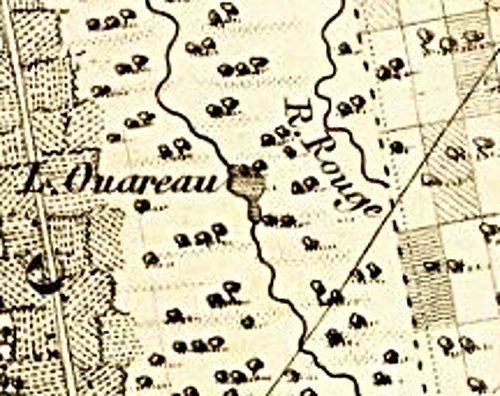

Le terme "Ouareau" est d'origine algonquine signifiant au loin ou lointain. Ce terme fait partie du toponyme de la rivière ainsi que de son lac de tête. Le terme Ouareau est connu depuis la fin du XVIIIe siècle. Ce terme parait sur le plan de l'arpenteur William Rankins (1789) sous la graphie: «The river Lac Ouareau». Joseph Bouchette fait mention aussi de ce terme dans sa Description topographique de la province du Bas Canada (1815). Sur sa carte de 1815 il a dessiné un lac Ouareau sur la rivière Ouareau à la hauteur de St-Liguori. Ce lac a disparu sur les cartes suivantes remplacé par un moulin nommé Manchester Place puis Oldham Farm.
Le toponyme "lac Ouareau" est ensuite noté sur le plan de Francis P. Quinn, dressé en 1858 à son emplacement actuel. Le lac et la rivière Ouareau ont servi au transport des billes de bois par flotation au tournant de la deuxième moitié du XIXe et de la première moitié du XXe siècle. Sur une carte datant de 1843 on peut voir le chemin de chantier Dorwin qui longeait la rive est de la rivière à partir de Rawdon loin vers le nord.
Le toponyme lac Ouareau a été officialisé le 5 décembre 1968.